# La Fille du puisatier (film, 2011)
Pour les articles homonymes, voir La Fille du puisatier.
Pour plus de détails, voir Fiche technique et Distribution.
La Fille du puisatier est un film français réalisé par Daniel Auteuil d'après l'œuvre éponyme de Marcel Pagnol et sorti en 2011. Il s'agit d'un remake du film de 1940 de Marcel Pagnol, interprété par Raimu et Fernandel.

## Synopsis
Dans les environs de Salon-de-Provence, en coupant à travers champs pour aller porter le déjeuner à son père, Patricia, la fille ainée du puisatier Pascal Amoretti, fait la connaissance du bel aviateur Jacques Mazel. C'est le coup de foudre et un peu de clair de lune fera le reste à leur seconde rencontre. Mais, le soir même, Jacques est envoyé au front de la Seconde Guerre mondiale, sans pouvoir prévenir sa belle. Il charge ainsi sa mère de rencontrer Patricia au rendez-vous prévu en lui confiant une lettre, mais Mme Mazel, jalouse et possessive, à la vue de la beauté de Patricia, brûle le message. Patricia se retrouve enceinte et lorsque son père rend visite aux riches parents de l'amant de sa fille, ceux-ci lui prêtent des intentions vénales, l'accusent de chantage, insultent la vertu de sa fille et les renvoient tous les deux. Pascal est contraint de répudier sa fille pour préserver l'honneur de la famille. Il l'envoie vivre chez sa tante qui a elle-même « fauté » par le passé. Patricia donne naissance à un garçon qui porte ainsi le nom de sa mère : Amoretti. Quelques mois plus tard, Jacques est porté disparu à la suite d'un accident d'avion. Pascal se réconcilie avec sa fille et fait la connaissance de son petit-fils qu'il adopte immédiatement. M. et Mme Mazel, en deuil de leur fils unique, vont alors chercher à se rapprocher de Patricia et de leur petit-fils…

## Fiche technique
- Titre original : La Fille du puisatier
- Réalisation : Daniel Auteuil
- Scénario : Daniel Auteuil d'après l'œuvre de Marcel Pagnol[1]
- Assistant-réalisation : Alain Olivieri
- Conseils : Danielle Darrieux
- Direction artistique : Bernard Vezat
- Décors : Jean-Marc Pacaud
- Costumes : Pierre-Yves Gayraud, Karin Charpentier, Elsa Le Guichard
- Photographie : Jean-François Robin
- Cadrage : Berto
- Son : Henri Morelle, Jean Goudier, Thomas Gauder
- Montage : Joëlle Hache
- Musique : Alexandre Desplat et une chanson napolitaine Core 'ngrato chantée par Enrico Caruso
- Photographe de plateau : Luc Roux
- Budget : 12,5 millions €
- Producteurs : Alain Sarde, Jérôme Seydoux
- Directeur de production : Gérard Gaultier
- Sociétés de production : AS Films, Zack Films, Pathé Production, TF1 Films Production, en association avec Cinémage 5, avec la participation de Canal+ et CinéCinéma, et le soutien de la région Provence-Alpes-Côte d'Azur
- Société de distribution : Pathé Distribution (France)
- Pays d'origine :  France
- Tournage :
  - Langue : français
  - Début des prises de vue : 19 avril 2010 (neuf semaines de tournage prévues)[2]
  - Extérieurs : Les Baux-de-Provence, Boulbon, Graveson, Maillane, Le Paradou, Saint-Rémy-de-Provence (Bouches-du-Rhône), Gare de Brignoles[3] (Var), Cavaillon[4], L'Isle-sur-la-Sorgue (Vaucluse)
- Format : 35 mm — couleur par Fujicolor — 1.85:1 — son stéréo DTS Dolby Digital
- Genre : comédie dramatique
- Durée : 107 minutes
- Dates de sortie : 
  -  Belgique : 20 avril 2011
  - 20 avril 2011[5],[6]
- (fr) Classification CNC : tous publics (visa d'exploitation no 125780 du 4 mars 2011)

## Distribution
- Daniel Auteuil : Pascal Amoretti, le puisatier
- Àstrid Bergès-Frisbey : Patricia Amoretti, sa fille aînée
- Kad Merad : Félipe Rambert, aide-puisatier
- Sabine Azéma : Madame Marie Mazel
- Jean-Pierre Darroussin : Monsieur André Mazel, le patron du bazar
- Nicolas Duvauchelle : Jacques Mazel, le « fils du bazar »
- Émilie Cazenave : Amanda Amoretti, la deuxième fille de Pascal
- Marie-Anne Chazel : Nathalie, la sœur « perdue » de Pascal
- Coline Bosso : Isabelle Amoretti, cinquième fille de Pascal
- Chloé Malarde : Marie Amoretti, quatrième fille de Pascal
- Brune Coustellier : Léonore Amoretti, troisième fille de Pascal
- Ilona Porte : Roberte Amoretti, dernière fille de Pascal
- Jean-Louis Barcelona : le commis
- Patrick Bosso : le garçon au café
- François-Éric Gendron : le capitaine d'aviation
- Michèle Granier : Mélanie, la bonne des Mazel
- Gérard Montel : l'homme à la terrasse du café
- Salvatore Caltabiano : doublure puisatier
- Zachary Auteuil : « Amoretti » ou André Pascal Amoretti, le bébé

## Autour du film
- Il s'agit d'un remake du film de 1940 de Marcel Pagnol, interprété par Raimu, Fernandel, Josette Day, Line Noro et Charpin.
- La locomotive à vapeur Mikado 141 R 1126[7] du train qui arrive et part dans les scènes tournées en gare de Brignoles (la gare de Salon-de-Provence dans le film)[8] a été spécialement modifiée pour ressembler à une locomotive de la fin des années 1930 bien qu'elle date de 1946 (on lui a ôté ses pare-fumée)[9].
- Danielle Darrieux, qui est créditée au générique du film pour ses conseils et dont on peut voir le poster Cinémonde dans le bureau du bel aviateur, a déjà partagé l'affiche avec Àstrid Bergès-Frisbey dans le téléfilm Elles et Moi de Bernard Stora dans lequel elles interprétaient le même personnage à deux âges différents (2008).
- Le bébé du film, qui dans l'histoire est le petit-fils du personnage interprété par Daniel Auteuil, est en réalité son fils, Zachary Auteuil.

## Accueil

### Box-office
- Mondial : 12,5 millions $
- France : 12 millions $ (1,25 million d'entrées)
- Belgique et Luxembourg : 500 000 $

### Distinctions

#### Récompenses
- Festival COLCOA de Los Angeles 2012 : Mention spéciale du public

#### Nominations et sélections
- Festival COLCOA de Los Angeles 2012 :
  - Prix spécial de la critique
  - Mention spéciale